# گنو بایسون
بایسون گنو (به انگلیسی: GNU bison) بخشی از پروژه گنو است که مسئولیت تجزیه زبان‌های مستقل از متن را بر عهده دارد. بایسون مشخصه‌های یک زبان مستقل از متن را خوانده، هر جا که با ابهام در تجزیه روبرو شود، هشداری را صادر کرده، سپس یک تجزیه‌گر واژگانی را تولید می‌کند (برای زبان‌های سی، سی++ یا جاوا) که این تجزیه‌گر، خود می‌تواند دنباله‌ای از توکن‌ها را بخواند و تصمیم بگیرد که آیا این دنباله، با ساختار دستوری که توسط گرامر اولیه مشخص شده، همخوانی دارد یا نه. بایسون به صورت پیشفرض تجزیه‌گرهای نوع LALR تولید می‌کند، اما قادر به تولید کردن تجزیه‌گرهای GLR  هم است.
در حالت POSIX بایسون با Yacc سازگار است ولی می تواند با برنامه های قدیمی تر نیز کار کند. از جمله :
- ردیابی مکانی (مانند فایل، خط و ستون)
- پیام های خطای دارای توضیحات در پارسر های تولید شده
- پارسر های بازورود (reentrant)
- پارسر های pull
- پشتیبانی از مراجع نامگذاری شده
- چندین نوع گزارش (گرافیکی ، XML ) بر پارسر تولیدی
- پشتیبانی از چندین زبان برنامه نویسی
- و غیره

FLEX که یک آنالیز کننده ی کلمه ای خودکار است، معمولا به همراه بایسون استفاده می شود. تا داده های ورودی را توکن بندی کند و توکن ها را در اختیار بایسون قرار دهد.
بایسون ابتدا در سال 1985 توسط رابرت کوربت نوشته شد. بعدها در سال 1989 او یک تولید کننده ی پارسر دیگر به نام Berkeley Yacc ایجاد کرد. بایسون و Yacc توسط ریچارد استالمن با یکدیگر سازگار شدند.
بایسون یک نرم افزار رایگان است و تحت GNU General Public License قرار دارد. با یک استثنا ( که در زیر مورد بحث قرار گرفته است) که به کد تولیدی اجازه می دهد بدون عبور از حقوق کپی رایت مورد استفاده قرار بگیرد.
یک نمونه ی پارسر بازورود کامل
مثال زیر چگونگی استفاده از بایسون و فلکس در راستای ایجاد یک برنامه ی ماشین حساب ساده را نشان می دهد (فقط جمع و ضرب) و یک برنامه نیز برای ایجاد یک Abstract syntax tree نشان می دهد. دو فایل بعدی تعریف و پیاده سازی کارکرد های درخت را نشان می دهد :
```
/*

 * Expression.h

 * Definition of the structure used to build the syntax tree.

 */

#ifndef __EXPRESSION_H__

#define __EXPRESSION_H__

/**

 * @brief The operation type

 */

typedef
 
enum
 
tagEOperationType

{

    
eVALUE
,

    
eMULTIPLY
,

    
eADD

}
 
EOperationType
;

/**

 * @brief The expression structure

 */

typedef
 
struct
 
tagSExpression

{

    
EOperationType
 
type
;
 
/* /< type of operation */

    
int
 
value
;
 
/* /< valid only when type is eVALUE */

    
struct
 
tagSExpression
 
*
left
;
 
/* /<  left side of the tree */

    
struct
 
tagSExpression
 
*
right
;
 
/* /< right side of the tree */

}
 
SExpression
;

/**

 * @brief It creates an identifier

 * @param value The number value

 * @return The expression or NULL in case of no memory

 */

SExpression
 
*
createNumber
(
int
 
value
);

/**

 * @brief It creates an operation

 * @param type The operation type

 * @param left The left operand

 * @param right The right operand

 * @return The expression or NULL in case of no memory

 */

SExpression
 
*
createOperation
(
EOperationType
 
type
,
 
SExpression
 
*
left
,
 
SExpression
 
*
right
);

/**

 * @brief Deletes a expression

 * @param b The expression

 */

void
 
deleteExpression
(
SExpression
 
*
b
);

#endif 
/* __EXPRESSION_H__ */

/*

 * Expression.c

 * Implementation of functions used to build the syntax tree.

 */

#include
 
"Expression.h"

#include
 
<stdlib.h>

/**

 * @brief Allocates space for expression

 * @return The expression or NULL if not enough memory

 */

static
 
SExpression
 
*
allocateExpression
()

{

    
SExpression
 
*
b
 
=
 
(
SExpression
 
*
)
malloc
(
sizeof
(
SExpression
));

    
if
 
(
b
 
==
 
NULL
)

        
return
 
NULL
;

    
b
->
type
 
=
 
eVALUE
;

    
b
->
value
 
=
 
0
;

    
b
->
left
 
=
 
NULL
;

    
b
->
right
 
=
 
NULL
;

    
return
 
b
;

}

SExpression
 
*
createNumber
(
int
 
value
)

{

    
SExpression
 
*
b
 
=
 
allocateExpression
();

    
if
 
(
b
 
==
 
NULL
)

        
return
 
NULL
;

    
b
->
type
 
=
 
eVALUE
;

    
b
->
value
 
=
 
value
;

    
return
 
b
;

}

SExpression
 
*
createOperation
(
EOperationType
 
type
,
 
SExpression
 
*
left
,
 
SExpression
 
*
right
)

{

    
SExpression
 
*
b
 
=
 
allocateExpression
();

    
if
 
(
b
 
==
 
NULL
)

        
return
 
NULL
;

    
b
->
type
 
=
 
type
;

    
b
->
left
 
=
 
left
;

    
b
->
right
 
=
 
right
;

    
return
 
b
;

}

void
 
deleteExpression
(
SExpression
 
*
b
)

{

    
if
 
(
b
 
==
 
NULL
)

        
return
;

    
deleteExpression
(
b
->
left
);

    
deleteExpression
(
b
->
right
);

    
free
(
b
);

}

```

توکن های مورد نیاز پارسر بایسون توسط flex تولید خواهند شد :
```
%
{

/*

 * Lexer.l file

 * To generate the lexical analyzer run: "flex Lexer.l"

 */

#include
 
"Expression.h"

#include
 
"Parser.h"

#include
 
<stdio.h>

%
}

%
option
 
outfile
=
"Lexer.c"
 
header
-
file
=
"Lexer.h"

%
option
 
warn
 
nodefault

%
option
 
reentrant
 
noyywrap
 
never
-
interactive
 
nounistd

%
option
 
bison
-
bridge

%%

[
 
\
r
\
n
\
t
]
*
   
{
 
continue
;
 
/* Skip blanks. */
 
}

[
0-9
]
+
       
{
 
sscanf
(
yytext
,
 
"%d"
,
 
&
yylval
->
value
);
 
return
 
TOKEN_NUMBER
;
 
}

"*"
          
{
 
return
 
TOKEN_STAR
;
 
}

"+"
          
{
 
return
 
TOKEN_PLUS
;
 
}

"("
          
{
 
return
 
TOKEN_LPAREN
;
 
}

")"
          
{
 
return
 
TOKEN_RPAREN
;
 
}

.
            
{
 
continue
;
 
/* Ignore unexpected characters. */
}

%%

int
 
yyerror
(
const
 
char
 
*
msg
)
 
{

    
fprintf
(
stderr
,
 
"Error: %s
\n
"
,
 
msg
);

    
return
 
0
;

}

```

نام توکن ها معمولا خنثی است : "TOKEN_PLUS" و "TOKEN_STAR" و نه TOKEN_ADD و یا "TOKEN_MULTIPLY" . برای مثال اگر می خواستیم از سینتکس "+" پشتیبانی کنیم (مثلا "1+") درست نیست که نام توکن را "TOKEN_ADD" قرار دهیم. در زبانی مثل C عبارت "int *ptr" نشان دهنده ی یک اشاره گر است و نه یک محصول و بنابرین اشتباه است که نام "*" را "TOKEN_MULTIPLY" بگذاریم.
از آنجایی که توکن ها توسط فلکس در اختیار قرار می گیرند باید راهی برای ایجاد ارتباط بین Parser و Lexer ایجاد کنیم. نوع داده ی استفاده شده برای ارتباط، YYSTYPE است.

از آنجا که در این مثال از مدل بازورود فلکس و yacc استفاده می شود باید پارامتر هایی برای تابع yylex در زمانی که از yyparse فراخوانی می شود تعریف کنیم. این کار با تعریف های lex-param% , parse-param% انجام می شود.
```
%
{

/*

 * Parser.y file

 * To generate the parser run: "bison Parser.y"

 */

#include
 
"Expression.h"

#include
 
"Parser.h"

#include
 
"Lexer.h"

int
 
yyerror
(
SExpression
 
**
expression
,
 
yyscan_t
 
scanner
,
 
const
 
char
 
*
msg
)
 
{

    
/* Add error handling routine as needed */

}

%
}

%
code
 
requires
 
{

  
typedef
 
void
*
 
yyscan_t
;

}

%
output
  
"Parser.c"

%
defines
 
"Parser.h"

%
define
 
api
.
pure

%
lex
-
param
   
{
 
yyscan_t
 
scanner
 
}

%
parse
-
param
 
{
 
SExpression
 
**
expression
 
}

%
parse
-
param
 
{
 
yyscan_t
 
scanner
 
}

%
union
 
{

    
int
 
value
;

    
SExpression
 
*
expression
;

}

%
token
 
TOKEN_LPAREN
   
"("

%
token
 
TOKEN_RPAREN
   
")"

%
token
 
TOKEN_PLUS
     
"+"

%
token
 
TOKEN_STAR
     
"*"

%
token
 
<
value
>
 
TOKEN_NUMBER
 
"number"

%
type
 
<
expression
>
 
expr

/* Precedence (increasing) and associativity:

   a+b+c is (a+b)+c: left associativity

   a+b*c is a+(b*c): the precedence of "*" is higher than that of "+". */

%
left
 
"+"

%
left
 
"*"

%%

input

    
:
 
expr
 
{
 
*
expression
 
=
 
$1
;
 
}

    
;

expr

    
:
 
expr
[
L
]
 
"+"
 
expr
[
R
]
 
{
 
$$
 
=
 
createOperation
(
 
eADD
,
 
$L
,
 
$R
 
);
 
}

    
|
 
expr
[
L
]
 
"*"
 
expr
[
R
]
 
{
 
$$
 
=
 
createOperation
(
 
eMULTIPLY
,
 
$L
,
 
$R
 
);
 
}

    
|
 
"("
 
expr
[
E
]
 
")"
     
{
 
$$
 
=
 
$E
;
 
}

    
|
 
"number"
            
{
 
$$
 
=
 
createNumber
(
$1
);
 
}

    
;

%%

```

کد مورد نیاز برای بدست آوردن درخت سینتکس که از پارسر تولید شده توسط بایسون و اسکنر تولید شده توسط فلکس بدست می آید بصورت زیر است :
```
/*

 * main.c file

 */

#include
 
"Expression.h"

#include
 
"Parser.h"

#include
 
"Lexer.h"

#include
 
<stdio.h>

int
 
yyparse
(
SExpression
 
**
expression
,
 
yyscan_t
 
scanner
);

SExpression
 
*
getAST
(
const
 
char
 
*
expr
)

{

    
SExpression
 
*
expression
;

    
yyscan_t
 
scanner
;

    
YY_BUFFER_STATE
 
state
;

    
if
 
(
yylex_init
(
&
scanner
))
 
{

        
/* could not initialize */

        
return
 
NULL
;

    
}

    
state
 
=
 
yy_scan_string
(
expr
,
 
scanner
);

    
if
 
(
yyparse
(
&
expression
,
 
scanner
))
 
{

        
/* error parsing */

        
return
 
NULL
;

    
}

    
yy_delete_buffer
(
state
,
 
scanner
);

    
yylex_destroy
(
scanner
);

    
return
 
expression
;

}

int
 
evaluate
(
SExpression
 
*
e
)

{

    
switch
 
(
e
->
type
)
 
{

        
case
 
eVALUE
:

            
return
 
e
->
value
;

        
case
 
eMULTIPLY
:

            
return
 
evaluate
(
e
->
left
)
 
*
 
evaluate
(
e
->
right
);

        
case
 
eADD
:

            
return
 
evaluate
(
e
->
left
)
 
+
 
evaluate
(
e
->
right
);

        
default
:

            
/* should not be here */

            
return
 
0
;

    
}

}

int
 
main
(
void
)

{

    
char
 
test
[]
 
=
 
" 4 + 2*10 + 3*( 5 + 1 )"
;

    
SExpression
 
*
e
 
=
 
getAST
(
test
);

    
int
 
result
 
=
 
evaluate
(
e
);

    
printf
(
"Result of '%s' is %d
\n
"
,
 
test
,
 
result
);

    
deleteExpression
(
e
);

    
return
 
0
;

}

```

یک makefile ساده برای تولید پروژه ی بالا بصورت زیر است :
```
# Makefile

FILES
	
=
 
Lexer
.
c
 
Parser
.
c
 
Expression
.
c
 
main
.
c

CC
	
=
 
g
++

CFLAGS
	
=
 
-
g
 
-
ansi

test
:
		
$
(
FILES
)

                
$
(
CC
)
 
$
(
CFLAGS
)
 
$
(
FILES
)
 
-
o
 
test

Lexer
.
c
:
	
Lexer
.
l

                
flex
 
Lexer
.
l

Parser
.
c
:
	
Parser
.
y
 
Lexer
.
c

                
bison
 
Parser
.
y

clean
:

                
rm
 
-
f
 
*
.
o
 
*~
 
Lexer
.
c
 
Lexer
.
h
 
Parser
.
c
 
Parser
.
h
 
test

```

بازورود
بازورود یک ویژگی جدید است که در بایسون وجود دارد ولی در Yacc وجود ندارد.
به‌طور معمول، بایسون پارسری تولید می کند که بازورود نیست. برای حصول این ویژگی باید از تعریف define api.pure% استفاده کرد. ویژگی های بیشتر درمورد بازورود بایسون را می توان در راهنمای بایسون یافت.
استفاده از بایسون با زبان های دیگر
بایسون فقط می تواند در زبان های C , ++C , جاوا کد تولید نماید. برای استفاده از بایسون در زبان های دیگر باید از ابزار های Language binding مانند SWIG استفاده شود.
مجوز و توزیع کد تولیدی
به علت آنکه بایسون کدی تولید می کند که به کد منبع پروژه های دیگر اضافه می شود مسائلی از جهت کپی رایت ایجاد می کند.
یک مجوز GPL-compatible لازم نیست
کد تولید شده توسط بایسون شامل مقادیر زیادی از کد حاصل از خود پروژه ی بایسون است. بسته ی بایسون تحت مجوز (GNU General Public License (GPL قرار دارد ولی یک استثنا در آن قرار داده شده است تا GPL به خروجی اعمال نشود.
 نسخه های اولیه ی بایسون نشان از قرار داشتن خروجی تحت GPL داشتند. زیرا در آنها تابع yyparse خود در کد حاصل خروجی وجود داشت.
توزیع بسته ها با بایسون
پروژه های نرم افزاری رایگان که از بایسون استفاده می کنند می توانند انتخاب کنند که کد پروژه شان به بایسون ارجاع کند و یا توسط بایسون خروجی بدهد. هر دو روش برای کامپایل کد پروژه کافیست. البته توزیع صرفا ورودی دارای این مساله است که دریافت کنندگان باید یک نمونه ی سازگار بایسون داشته باشند تا بتوانند کد C لازم را هنگام کامپایل پروژه تولید کنند. و توزیع صرفا خروجی این مشکل را دارد که ویرایش پارسر مشکل می شود زیرا کد آن نه توسط انسان نوشته شده است و نه برای انسان ها- هدف آن صرفا دخول به کامپایلر C است.
این مسائل را می توان با توزیع هر دو فایل ورودی و خروجی در کد تولیدی حل کرد. اکثر افراد با کد تولیدی کامپایل خواهند کرد ولی هر کس بخواهد بخش پارسر را ویرایش کند می تواند ابتدا ورودی ها را ویرایش کرده و قبل از کامپایل آنها را بازتولید کند.
پروژه های دارای هردو توزیع معمولا در سیستم های Revision Control کد های تولیدی را ندارند. و فایل ها فقط موقع تولید خروجی تولید می شوند.
برخی مجوز ها از جمله GPL نیازمند این هستند که کد مرجع در حالت ترجیح داده شده ی کاری برای ویرایش قرار داشته باشند. بنابرین پروژه های GPL استفاده کننده از بایسون باید فایل های ورودی بایسون را توزیع کنند.
استفاده
به علت آنکه بایسون به عنوان یک جایگزین برای yacc نوشته شده است و تا حد زیادی سازگار است، کد های پروژه های زیادی را می توان به yacc داد. این کار تشخیص اینکه پروژه از کد صرفا-بایسون استفاده می کند یا نه را دشوار می کند. در موارد زیادی، "استفاده" از بایسون می تواند با yacc و یا مشتقات آن جایگزین شود.
بایسون دارای ویژگی هایی است که در yacc یافت نمی شود. بنابرین برخی پروژه ها حقیقتا از بایسون استفاده می کنند. زیرا yacc کافی نخواهد بود.
لیست زیر از پروژه هایی است که از بایسون استفاده می کنند. یعنی نرم افزار های توسعه ای هستند که به قصد ورود به بایسون و یا یک بسته ی سازگار با بایسون ساخته شده اند :
- زبان برنامه نویسی (Ruby (YARV
- زبان برنامه نویسی PHP
- GCC در ابتدا از بایسون استفاده می کرد که در سال 2004 به یک پارسر بازگشتی تغییر داد
- زبان برنامه نویسی GO
- شل BASH
- LilyPond
- PostGreSQL
- MYSQL
- GNU octave
- Perl 5